# Coccidula rufa
Coccidula rufa је инсект из реда тврдокрилаца (Coleoptera) и породице бубамара (Coccinellidae).

## Опис
Coccidula rufa је дугуљаста бубамара дуга 2,5-3mm. Одозго има рђавоцрвену боју, а само скутелум је црн. Ноге су жутосмеђе, а антене завршавају тамним задебљањем. Нема туфне на пронотуму и покрилцима.

## Распрострањење
Присутна је у готово целој Европи, а о распрострањењу у Србији је немогуће рећи нешто поуздано на основу малобројних налаза.